# Березник (Тарногский район)
Березник — деревня в Тарногском районе Вологодской области.
Входит в состав Тарногского сельского поселения (с 1 января 2006 года по 8 апреля 2009 года входила в Шебеньгское сельское поселение), с точки зрения административно-территориального деления — в Шебеньгский сельсовет.
Расстояние до районного центра Тарногского Городка по автодороге — 12 км. Ближайшие населённые пункты — Кузьминская, Митинская, Подгорная, Прокопьевская, Кузнецовская, Шебеньгский Погост.
По переписи 2002 года население — 13 человек.